# Autor
Autor či autorka (z latinského autor, auctor = původce, tvůrce) je původce díla. Původně slovo znamenalo „rozmnožovatel“ (z latinského augere, respektive jeho trpného příčestí auctus = zvětšovat, množit).
Autorstvím a oprávněními autora k dílu se zabývá právní odvětví zvané autorské právo, v České republice kodifikované v autorském zákoně. Podle autorského zákona je autorem každá fyzická osoba, která vyjádří dílo v objektivně vnímatelné podobě.  Autorem tedy může být například spisovatel, hudební skladatel, malíř, sochař či architekt. Téma autorství se objevuje v různých vědních oblastech, např. v literární teorii, filmové teorii, filozofii, estetice, právu, sociologii nebo knihovědě.

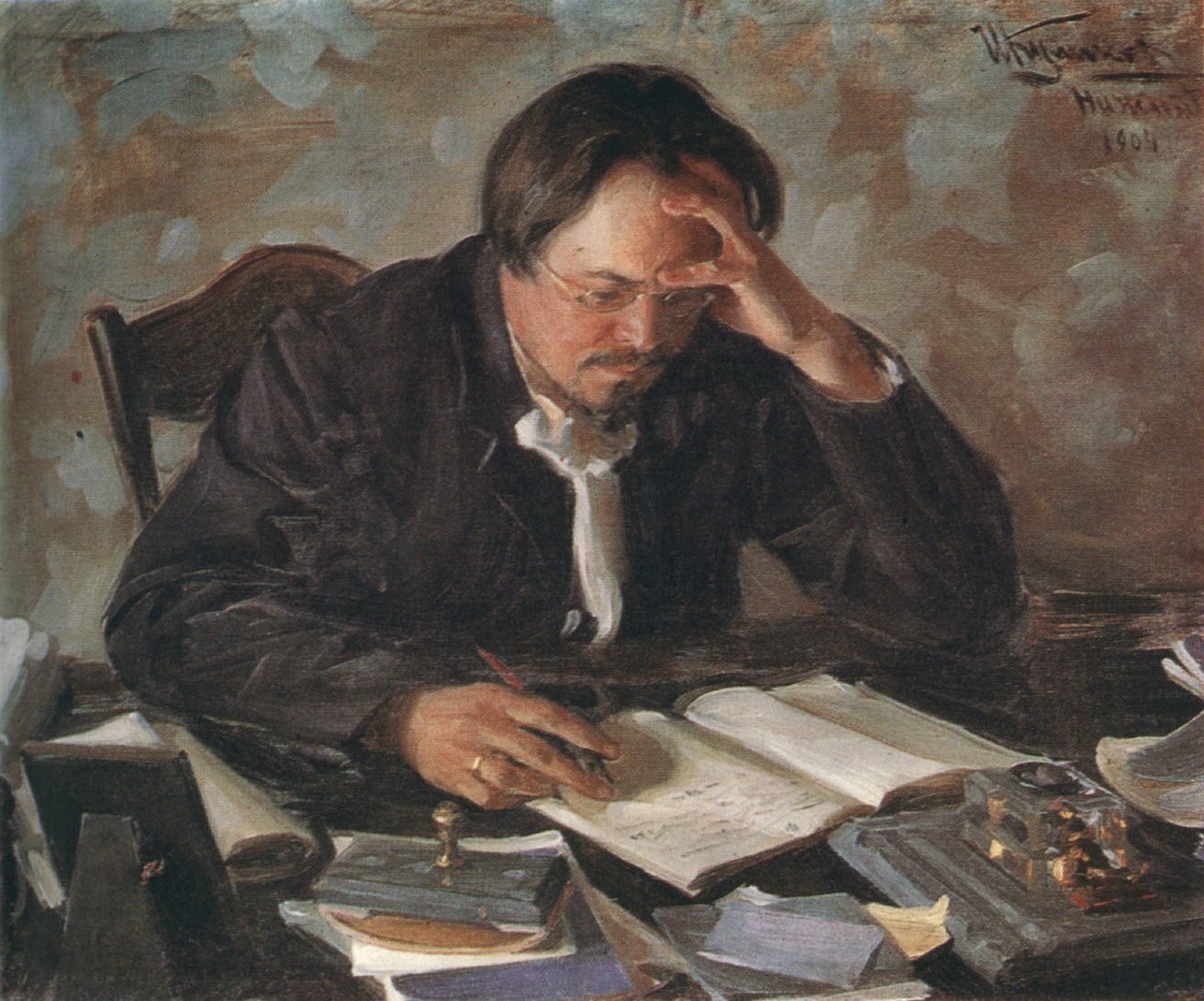
Portrét spisovatele Jevgenije Nikolajeviče Čirikova od Ivana Kulikova (1904)

## Literární teorie a pojem autorství
V literární teorii se kritici setkávají s komplikacemi v pojmu autor, které přesahují rámec toho, co je autorství v právním prostředí. V návaznosti na postmoderní literaturu zkoumali kritici jako Roland Barthes a Michel Foucault roli a význam autorství pro význam či interpretaci literárního textu.
Barthes zpochybňuje myšlenku, že text lze připsat jedinému autorovi. Ve svém eseji Smrt autora (1968) píše, že „je to jazyk, který promlouvá, nikoli autor.“Tedy že slova a jazyk textu sami o sobě určují význam, nikoli ten, kdo je zodpovědný za proces jejich vzniku. Text je pouhým odrazem kultury, ze které nevyhnutelně čerpá. I když se jedná o názory tvůrce, poznáme tyto myšlenky, i když se na autora nebudeme odkazovat.
Michel Foucault ve svém eseji „Co je autor?“ (1969) tvrdí, že všichni autoři jsou spisovatelé, ale ne všichni spisovatelé jsou autoři. Tvrdí, že „soukromý dopis může mít signatáře - nemá autora.“
Alexander Nehamas, který Foucaultův postoj rozšiřuje, píše, že Foucault navrhuje, aby „autorem byl ten, kdo může být chápán jako ten, kdo vytvořil určitý text, jak jej interpretujeme“, nikoli nutně ten, kdo text napsal. Právě tento rozdíl mezi tvorbou písemného díla a tvorbou interpretace či významu v písemném díle zajímá Barthese i Foucaulta.
Literární kritici Barthes a Foucault doporučují, aby se čtenáři při interpretaci psaného díla nespoléhali na význam jednoho zastřešujícího hlasu a nehledali v něm žádný, a to kvůli komplikacím, které jsou s titulem „autor“ spisovatele spojeny. Upozorňují na nebezpečí, jimiž by mohly trpět interpretace, pokud by se subjekt inherentně významných slov a jazyka spojoval s osobností jednoho autorského hlasu. Místo toho by čtenáři měli připustit, aby byl text interpretován z hlediska jazyka jako „autor“.

## Autorské právo
Autorstvím a oprávněními autora k dílu se zabývá právní odvětví zvané autorské právo, v České republice kodifikované hlavně v autorském zákoně. Jeho předmětem je autorské dílo literární, umělecké a vědecké. Dílo a práva s ním spojená vznikají okamžikem kdy je objektivně vnímatelně vyjádřeno. Zabývá se ale i samotným autorem, jako fyzickou osobou. Vztah mezi autorem a autorským právem je zásadní pro ochranu duševního vlastnictví. Autorské právo poskytuje autorům díla, jako jsou spisovatelé, hudebníci, filmaři a další tvůrci, soubor práv, která jim umožňují kontrolovat a profitovat z jejich tvůrčí práce.
Autor může některá svá práva přenášet i na jinou osobu nebo osoby. Například právo dílo užít může delegovat podle Občanského zákoníku pomocí tzv. licencí.
Další právní úpravou autorských práv je Bernská úmluva, která zajišťuje jejich dodržování a význam na mezinárodní úrovni.
Autorský zákon zahrnuje dvě odvětví práv:

### Osobnostní práva
Osobnostní práva jsou nepřevoditelná a autor se jich nemůže vzdát. Zanikají až smrtí autora. Po smrti autora si ale nikdo nesmí osobovat jeho autorství k dílu. Autor také může určit jak má být jeho autorství uvedeno při zveřejnění a dalším užití jeho díla. Autor má právo rozhodnout o zveřejnění svého díla. Mezi tato práva mimo jiné patří i kontrola autora nad změnami a zásahy do díla.

### Majetková práva
Výlučná práva majetková jsou vyjádřena v oddílu 3 § 12  a dále. Na rozdíl od osobnostních mohou být přenesena i na jinou osobu nebo osoby.

## Vztahy autora v nakladatelství

### Vztah s nakladatelem
Vztah nakladatele a autora je v zásadě založen na nakladatelské smlouvě. V té se obě strany právně zavazují. Autor udílí nakladatelství svolení vydat dílo slovesné, hudebně dramatické nebo hudební, dílo výtvarných umění anebo dílo fotografické, a nakladatelství se zavazuje na svůj účet dílo vydat, učinit opatření k jeho šíření a vyplatit autorovi odměnu. Nakladatel může ovlivnit výběr překladatele/překladatelky u překladové literatury, výši honorářů a podmínky smlouvy, termín vydání, výběr spolupracovníků (externistů), název, vizuální podobu, technické specifikace (typ vazby a papíru, barevnost, layout sazby), tiskový náklad, prodejní cenu a výběr tiskárny. To vše po domluvě s autorem.

### Vztah s editorem
Vztah editora s autorem je klíčový pro publikaci díla. Editor je odpovědný za přípravu autorova díla k publikaci. Jeho práce zahrnuje revizi, úpravy a formátování textu aby byl připraven pro čtenáře. Autor editorovi komunikuje svou vizi a editor by ji měl respektovat při své práci. Zároveň si ale musí editor udržet autoritu, aby nebylo ohroženo konečné dílo. Autor může být ovlivněn i tím, že si editor autorův text musí chtít vybrat k editaci. Což podle studie Jamese Currana vede k situaci, kdy autor píše spíše pro editora, než pro čtenáře.

### Kompenzace autorovi
Je to odměna pro autora. Obvykle obnáší 5-10% z ceny knihy a vyplácí se po prodeji 500 a více kusů.Výše odměny ale není nikde přesně kodifikována a záleží na mnoha jiných faktorech. Mezi ně patří renomé autora, kvalita díla a povaha subjektu zadavatele. Dalším faktorem je výběr licence.

## Související pojmy
- autorské čtení – kulturní pořad, kde spisovatel čte nebo recituje své vlastní literární dílo; často spojeno s autogramiádou

- autorské divadlo – divadlo uvádějící své vlastní, původní hry, např. Divadlo Járy Cimrmana
- autorský film – film, který je především dílem jednoho umělce (případně umělecké skupiny), který je jeho scenáristou, režisérem, často i hereckým protagonistou, autorem hudby, výtvarníkem, kameramanem, střihačem, producentem apod. Typicky jde o nezávislé, často nízkorozpočtové filmy, ale není to pravidlem. Autorským filmařem byl např. Charlie Chaplin.